# Грибаново (Владимирская область)
Грибаново — деревня в Киржачском районе Владимирской области России, входит в состав Першинского сельского поселения.

## География
Деревня расположена в 1 км на юго-восток от центра поселения посёлка Першино и в 8 км на запад от райцентра города Киржач.

## История
Деревня впервые значится в сотной выписи 1562 года, в ней тогда было 9 дворов.
В XIX — начале XX века деревня входила в состав Лукьянцевской волости Покровского уезда, с 1926 года — в составе Киржачской волости Александровского уезда. В 1859 году в деревне числилось 28 дворов, в 1905 году — 55 дворов, в 1926 году — 77 дворов.
С 1929 года деревня входила в состав Храпковского сельсовета Киржачского района, с 1959 года — в составе Федоровского сельсовета, с 1984 года — в составе Першинского сельсовета, с 2005 года — в составе Першинского сельского поселения.

## Население
| 1859 | 1905 | 1926 | 2002 | 2010 | 2021 |
| ---- | ---- | ---- | ---- | ---- | ---- |
| 152  | ↗372 | ↘326 | ↘66  | ↘42  | ↗66  |